# Duomyia scipio
Duomyia scipio är en tvåvingeart som beskrevs av Mcalpine 1973. Duomyia scipio ingår i släktet Duomyia och familjen bredmunsflugor. Inga underarter finns listade i Catalogue of Life.